# BWI商業區站
BWI商業區站（英語：BWI Business District station）是巴爾的摩輕軌的車站之一。
本站目前有36個免費停車位。
本站可轉乘馬里蘭交通管理局17、99號線巴士、霍華德交通銀線、華盛頓都會區運輸局B30號線巴士。

## 外部連結
- Schedules
- Station from Google Maps Street View